# Loteamento fechado

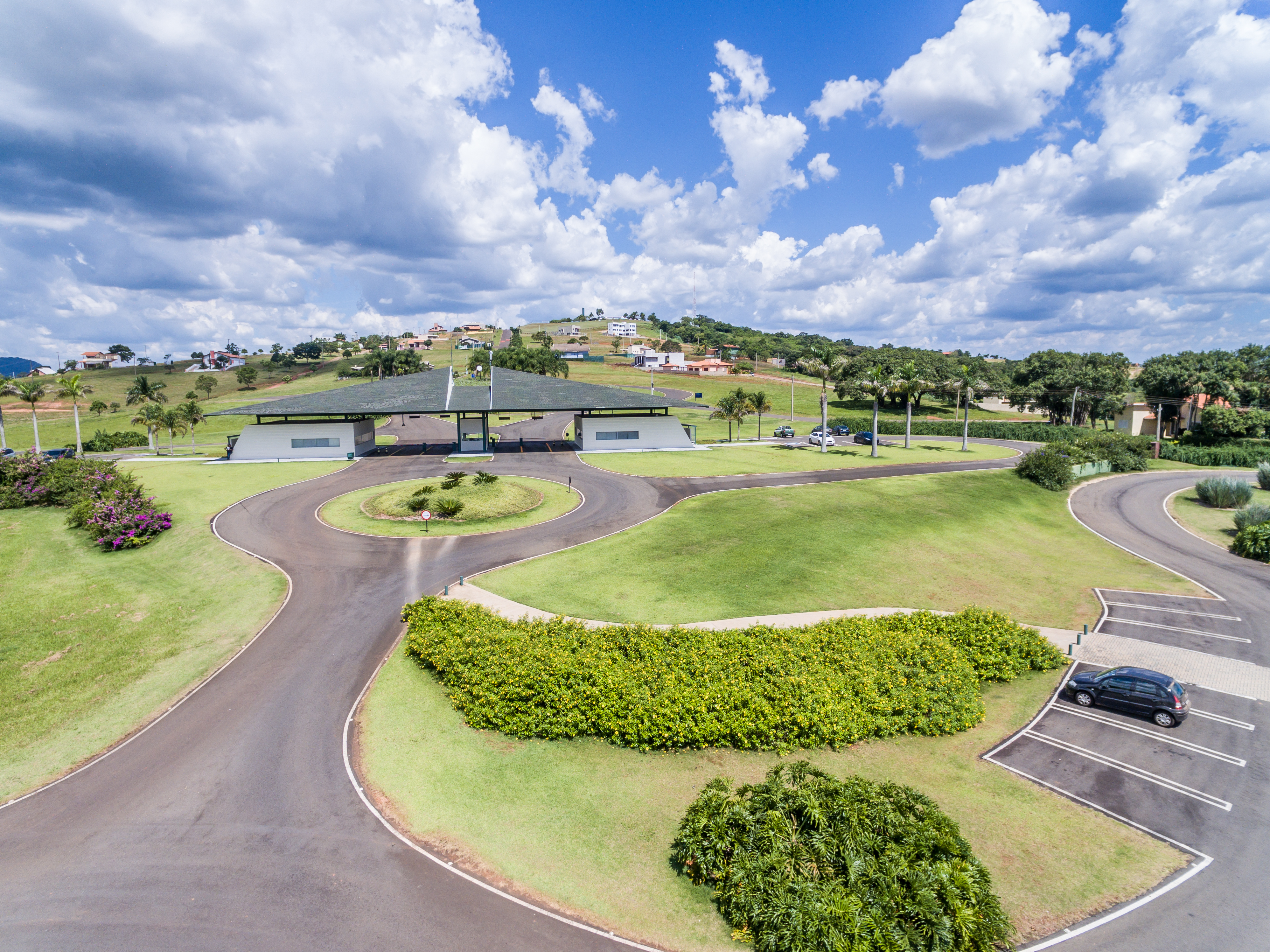
Vista panorâmica de um loteamento fechado instalado no interior do estado de São Paulo

Um loteamento fechado, no contexto brasileiro, é uma modalidade de parcelamento do solo urbano que se caracteriza pela criação de lotes destinados à construção de habitações, em ruas com acesso controlado por meio de portarias e presença de segurança privada. Normalmente sua infraestrutura interna é planejada, não sendo incomum a existência de equipamentos e serviços exclusivos para os moradores locais. 
Diferentemente dos condomínios, os quais envolvem unidades autônomas em edificações verticais ou horizontais com a presença de áreas comuns, o loteamento fechado é considerado como  uma forma de espaço público, sendo regulado como tal. Contudo, apresenta particularidades que geram ampla gama de debates jurídicos e urbanísticos no Brasil.

## Definição e Características
O loteamento fechado é um empreendimento imobiliário que consiste na divisão de uma gleba em lotes destinados à construção de residências ou outros usos permitidos pela regulamentação, com a peculiaridade de possuir acesso restrito, geralmentecom a presença de portarias, muros ou cancelas. Esses empreendimentos são projetados para oferecer segurança, privacidade e infraestrutura diferenciada, como áreas de lazer, parques, vias pavimentadas, redes de água, esgoto, gás, energia elétrica e, em alguns casos, serviços como vigilância e manutenção. A gestão das áreas comuns e dos serviços é frequentemente realizada por associações de moradores, que cobram taxas dos membros para custear a manutenção do loteamento.
No Brasil, o loteamento fechado é tratado como uma subcategoria de loteamento público, conforme definido pela Lei Federal nº 6.766, de 19 de dezembro de 1979, que regula o parcelamento do solo para fins urbanos. A lei não utiliza expressamente o termo "loteamento fechado", mas estabelece as diretrizes para o parcelamento do solo, incluindo a possibilidade de criação de loteamentos com características específicas, desde que respeitados os requisitos legais e urbanísticos. A principal distinção do loteamento fechado em relação ao loteamento aberto está na existência de um controle de acesso, o que, embora não previsto explicitamente na legislação, tem sido objeto de distintas interpretações judiciais e regulamentações municipais.

## Base Legal
A principal legislação que regula os loteamentos no Brasil é a Lei nº 6.766/1979, que dispõe sobre o parcelamento do solo urbano. Essa lei estabelece que o loteamento é a subdivisão de gleba em lotes destinados à edificação, com a abertura de novas vias de circulação, logradouros públicos ou a ampliação dos existentes (art. 2º, § 1º). A lei determina que as áreas públicas, como vias e praças, devem ser transferidas ao domínio do município, enquanto as áreas destinadas aos lotes permanecem como propriedade privada. No caso dos loteamentos fechados, a questão do controle de acesso e da gestão das áreas comuns gera controvérsias, pois a legislação não prevê explicitamente a possibilidade de restringir o acesso a vias públicas.
A legislação exige que o projeto de loteamento seja aprovado pelo município. O Estatuto da Cidade reforça a necessidade de compatibilidade entre os empreendimentos imobiliários e as diretrizes de planejamento urbano, garantindo o acesso à infraestrutura e a integração com o tecido urbano. Portanto, a associação que administra um loteamento fechado tem o direito de controlar o acesso de pessoas, mediante solicitação de identificação para ingresso na área, mas não tem o direito de vetar a entrada de ninguém que se identifique na portaria, mesmo que não esteja acompanhado ou autorizado por um morador.

### Controvérsias Jurídicas
Os loteamentos fechados enfrentam desafios jurídicos relacionados à restrição de acesso às vias internas e à natureza das áreas comuns. Como as vias de circulação em um loteamento são, em tese, áreas públicas transferidas ao município, o controle de acesso por portarias ou cancelas pode ser interpretado como uma violação do princípio de livre circulação, ou seja, fere o direito de ir e vir.
Outro ponto de controvérsia é a obrigatoriedade de pagamento de taxas de manutenção pelas associações de moradores. O STJ, no julgamento do Recurso Especial nº 1.439.163/SP, entendeu que os proprietários de lotes em loteamentos fechados podem ser obrigados a contribuir com as despesas de manutenção, desde que a obrigação esteja prevista em convenção registrada em cartório e que o proprietário tenha aderido voluntariamente à associação.

## Diferença entre Loteamento Fechado e Condomínio Fechado
Embora loteamentos fechados e condomínios fechados sejam frequentemente confundidos devido às semelhanças, como o controle de acesso e a infraestrutura diferenciada, eles possuem naturezas jurídicas e características distintas. O loteamento fechado é uma forma de parcelamento do solo em que a gleba é dividida em lotes individuais, e as vias de circulação são, em tese, áreas públicas transferidas ao município. A propriedade no loteamento fechado limita-se ao lote adquirido, e as áreas comuns, se existirem, pertencem ao município e são geridas por associações de moradores. O controle de acesso, embora comum, não é expressamente previsto na legislação e depende de regulamentações municipais ou decisões judiciais. A administração dos loteamentos fechados não é efetuada por um síndico, mas sim conduzida de forma coletiva, por meio de uma associação de moradores.
Por outro lado, o condomínio fechado é regulado pelo Código Civil e pela Lei nº 4.591/1964, que dispõe sobre o condomínio em edificações e as incorporações imobiliárias. Nesse modelo, os proprietários possuem unidades autônomas (casas ou apartamentos) e um percentual referente a uma "fração ideal" das áreas comuns, que são de propriedade coletiva dos condôminos. As vias internas e as áreas de lazer são privadas, e o acesso é naturalmente restrito, pois todo o empreendimento é considerado uma propriedade privada. A administração dos condomínios é feita por um síndico ou empresa administradora, e as despesas são rateadas entre os condôminos, conforme a convenção do condomínio.
Um exemplo prático dessas diferenças está no fato de que, no loteamento fechado, os lotes são adquiridos para construção posterior, enquanto no condomínio fechado as unidades já são entregues construídas pelo incorporador. Além disso, a transferência das vias públicas ao município no loteamento fechado gera controvérsias sobre o controle de acesso, enquanto no condomínio fechado não há tal questão, pois as vias são privadas.

## Impactos Urbanísticos e Sociais
Os loteamentos fechados têm impactos significativos no planejamento urbano e na dinâmica social das cidades brasileiras. Por um lado, esses empreendimentos atendem a uma demanda por segurança e qualidade de vida, especialmente em regiões metropolitanas com altos índices de criminalidade. Por outro lado, a proliferação de loteamentos fechados pode contribuir para a fragmentação do espaço urbano, criando enclaves que dificultam a integração social e a mobilidade urbana.

O Estatuto da Cidade enfatiza a importância de um planejamento urbano inclusivo, que garanta o acesso equitativo à cidade e aos seus serviços. Nesse sentido, os loteamentos fechados podem entrar em conflito com os princípios do estatuto, especialmente quando restringem o acesso a áreas que, em tese, deveriam ser públicas.